# Ubol Ratana

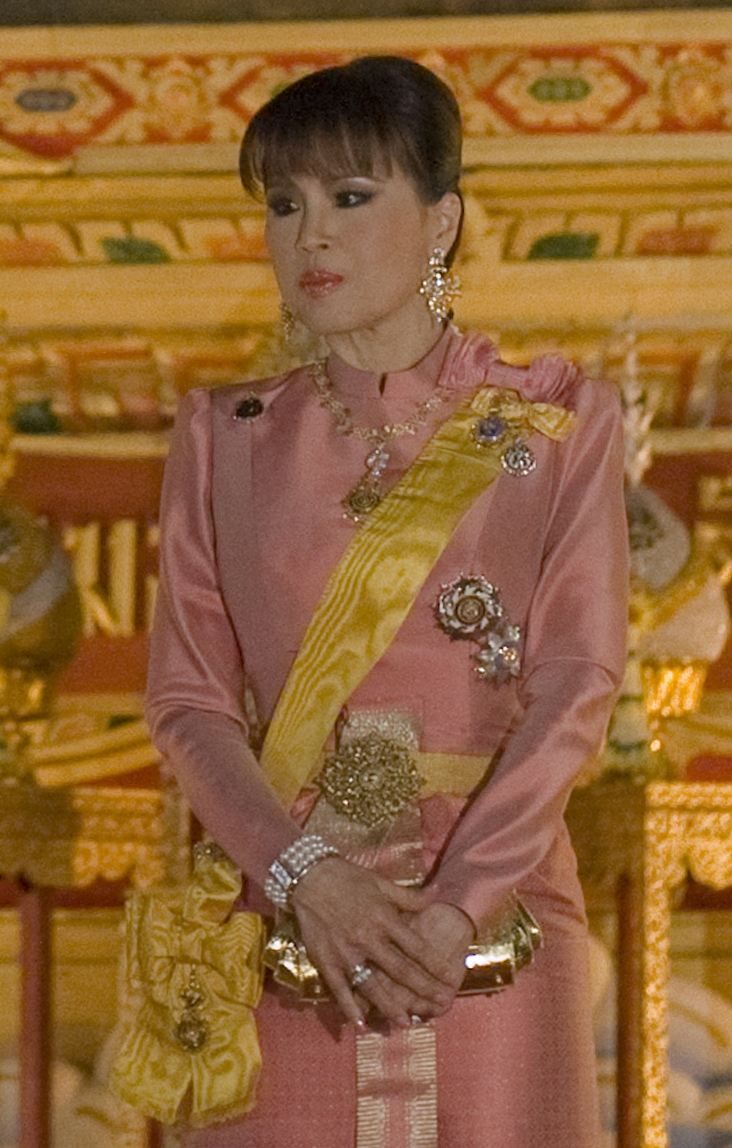

Ubol Ratana (ur. 5 kwietnia 1951 w Lozannie) – członkini tajskiej rodziny królewskiej.

## Życiorys
Urodzona 5 kwietnia 1951 r. w Lozannie jako najstarsze dziecko króla Ramy IX. W młodości była blisko z ojcem, dzieliła z nim zamiłowanie do żeglarstwa, m.in. zdobywając w 1967 r. złoty medal na Igrzyskach Azji Południowo-Wschodniej. Od 1969 r. studiowała na Massachusetts Institute of Technology i tam poznała Petera Jensona, z którym wzięła w 1972 r. ślub i zamieszkała w San Diego, gdzie posługiwała się nazwiskiem Julie Jensen. Z tego związku miała dwie córki i syna. Małżeństwo z cudzoziemcem stało się powodem formalnego pozbawienia jej tytułu.
W 1998 r. rozwiodła się z mężem i wróciła z dziećmi do Tajlandii trzy lata później. Po śmierci w 2004 r. autystycznego syna założyła fundację Khun Poom Foundation, pomagającą autystycznym dzieciom. Od 2008 r. wystąpiła w trzech tajskich filmach fabularnych i produkowała teledyski, prowadziła także popularne konto w serwisie Instagram. W 2018 r. wzbudziła w swoim kraju ożywioną dyskusję za sprawą spotkania z przebywającymi na emigracji byłymi premierami Thaksinem Shinawatrą i Yingluck Shinawatrą.
8 lutego następnego roku została ogłoszona przez powiązaną z Shinawatrami partię Thai Raksa Chart kandydatem na premiera w wyborach zaplanowanych na ten sam rok, jednak już następnego dnia jej kandydatura została wycofana po tym, jak król Rama X uznał ją za wysoce niestosowną.